# Гольдбурт, Александр Михайлович
Александр Михайлович Гольдбурт (род. 12 июня 1964, Москва) — советский и российский телевизионный сценарист, журналист, преподаватель, писатель. Один из создателей цикла программ «Звёздный час», «L-клуб», «Империя страсти» и других. Автор учебника «Вот такое телевидение».

## Биография
Окончил в 1981 году 29-ю английскую спецшколу им. Александра Грибоедова в Москве. Учился в Московском инженерно-строительном институте по специальности «промышленно-гражданское строительство» (окончил в 1986 году). В МИСИ он становится автором и артистом институтской команды КВН «СНиП» («Сами написали и поставили»). Команда принимает участие в съемках телевизионной программы «Весёлые ребята» 1983-84 гг.
В 1986 году команда КВН МИСИ стала первой из числа приглашенных на съемки «возрождённого» КВН. В первой встрече с командой ВИСИ из Воронежа МИСИ потерпела поражение. В состав команды КВН МИСИ входили телеведущий Александр Гуревич, режиссёр Роман Фокин («Восьмидесятые», «Психологини»), продюсер Алексей Язловский («Добрый вечер! С Игорем Угольниковым»), продюсер телеканала «Россия» Геннадий Гохштейн.
С 1990 года — член редколлегии, журналист журнала «Мир звёзд». В 1991-м Александр Гольдбурт становится главным редактором юмористической газеты «Карусель».
В 1991 году приглашен Владиславом Листьевым к созданию детской викторины. 19 октября 1992 года программа «Звёздный час» впервые выходит в эфир.
В 1993 году в эфир выходит телеигра «L-клуб» с Леонидом Ярмольником. Александр Гольдбурт работает над созданием проекта и становится его автором сценария.
С 1997 года в эфире телеканала НТВ выходит игра «Империя страсти» с Николаем Фоменко, автором сценария которой являлся Гольдбурт. В 2000 году съемочная группа «Империи страсти» создает программу «Песни с Фоменко».
С 1999 по 2002 год Гольдбурт работает начальником Отдела связи с прессой и анонсирования РТР.
С 2003 года Александр Гольдбурт работает заместителей главного продюсера нового телеканала «Спорт». В том же году он продюсирует первые на российском телевидении трансляции турниров по русскому бильярду, которые становятся невероятно популярными.
В 2004 году Гольдбурту присвоено звание «Отличника физической культуры и спорта» (№ 22353 от 05 марта 2004 г.) В то же время Александра Гольдбурта приглашают в РГГУ (Российский государственный гуманитарный университет) на факультет журналистики (Институт Массмедиа). В должности старшего преподавателя в течение четырёх лет Гольдбурт читал курс «Сценарного мастерства» («Основы журналистики. Телевидение») на кафедре, которой по сей день руководит Николай Сванидзе.
В 2015 году в свет выходит учебник Александра Гольдбурта «Вот такое телевидение. Практикум по современному российскому телевидению».
С 2010 по 2014 год — художественный руководитель телеканала РазТВ, на котором выходят циклы программ Александра Гольдбурта: «Вторая натура» с Сергеем Белоголовцевым, «Разные новости» с Марией Хайдиной, Кристиной Лихачёвой и Евгением Белоголовцевым, телеигры «Балда» и «Опять 25!» с Алексеем Весёлкиным, «Сексмиссия» с Анастасией Гребёнкиной, «Скажите, доктор?» с Александром Мясниковым и др.
В 2016 году Александр Гольдбурт в должности креативного продюсера вместе с продюсером Михаилом Щедринским создает цикл документальных фильмов «Футбол Слуцкого периода», который выходит в эфир на Матч ТВ.
В 2018 году в эфир Матч ТВ выходит документальный фильм «ХК „Спартак“ — 70 легендарной истории», креативным продюсером которого стал Александр Гольдбурт. Фильм попал в число победителей IV национального телекинофорума «Родные тропы».
С 2018 года в эфире телеканала «Культура» выходит детская телевикторина «Мы — грамотеи!» с ведущим — Александром Пряниковым, созданная «по произведениям Александра Гольдбурта».

## Проекты
- «Звездный час» с Сергеем Супоневым (ОРТ, автор сценария, главный редактор)
- «Империя страсти» с Николаем Фоменко (НТВ, автор сценария, главный редактор)
- «L-клуб» с Леонидом Ярмольником (РТР, автор сценария)
- «Лотто-миллион», «Счастливая пятерка» с Валдисом Пельшем (ОРТ, автор сценария, редактор),
- «Проще простого» с Николаем Фоменко (РТР, редактор),
- «Марафон-15» (ОРТ, сценарист),
- «Нужные вещи» (ТВЦ, продюсер, сценарист),
- «Колесо истории» с Леонидом Якубовичем (ОРТ, сценарист, редактор),
- «Круголя» (ТВЦ, автор сценария программы),
- «Игра с Фоменко» (НТВ, ТНТ, автор сценария программы, главный редактор),
- «100%» (ОРТ, автор сценария программы, главный редактор),
- «Царь горы» (ОРТ, автор сценария программы),
- «Песни с Фоменко» (НТВ, автор сценария программы, главный редактор),
- «Добрый вечер! С Игорем Угольниковым» (СТС, сценарист программы),
- «Русская рулетка» с Валдисом Пельшем (Первый канал, шеф-редактор),
- «Смеходром» с Олегом Филимоновым (ДТВ, автор сценария, продюсер),
- «Кресло» с Федором Бондарчуком (СТС, автор сценария, шеф-редактор),
- «Звезда покера», «Покер-Дуэль» с Михаилом Беспаловым и Таиром Мамедовым (РЕН ТВ, креативный продюсер),
- «Первая эскадрилья» с Валдисом Пельшем (Первый, автор сценария),
- «Дорожная азбука» («Карусель», автор сценария, креативный продюсер),
- «Футбол Слуцкого периода» («Матч ТВ», шеф-редактор, продюсер),
- «Только личное» с Марией Контэ («Москва 24», шеф-редактор),
- «ХК „Спартак — 70 легендарной истории“ („Матч ТВ“, шеф-редактор, продюсер).
- „Мы — грамотеи!“ („Культура“, автор сценария)
- „Вторая натура“ с Сергеем Белоголовцевым»,
- «Разные новости» с Марией Хайдиной, Кристиной Лихачёвой, Евгением Белоголовцевым,
- «Сексмиссия» с Анастасией Гребёнкиной, «Экспромт», «Раз и навсегда»,
- «Скажите, доктор?» с Александром Мясниковым, «Идем замуж» с Ириной Хохломой,
- «600 миллионов раз» (и «Одна на 600 миллионов раз») с Борисом Филимоновым,
- «Балда», «Опять 25!» с Алексеем Весёлкиным,
- «Звезды Джеймса Кока» с Олегом Мошкаркиным,
- «Жизнь замечательных друзей» с Олегом Филимоновым,
- «Анекдот на память» с Яниславом Левинзоном,
- «Проще говоря» с Отаром Кушанашвили,
- «Тайна жизни», «Восьмая нота», «Без башни», «Зверосовхоз», «Кунсткамера»,
- «Ручная работа» с Юлией Колядиной,
- «Киносалон» с Натальей Примаковой